# ريغي أوليفر (كاتب سير)
ريغي أوليفر (بالإنجليزية: Reggie Oliver)‏ هو كاتب سير بريطاني، ولد في 1952 في لندن في المملكة المتحدة.